# São Gonçalo de Lagos
São Gonçalo de Lagos es una freguesia portuguesa del municipio de Lagos, distrito de Faro.

## Historia
La freguesia fue creada con el nombre de União das Freguesias de Lagos (São Sebastião e Santa Maria) el 28 de enero de 2013 en aplicación de una resolución de la Asamblea de la República de Portugal promulgada el 16 de enero de 2013 con la unión de las freguesias de Santa Maria y São Sebastião, pasando a estar situada su sede en la antigua freguesia de São Sebastião. Esta denominación se mantuvo hasta el 26 de agosto de 2015 que pasó a llamarse con su actual nombre en aplicación de la Ley n.º 108/2015 que modificaba su denominación.

## Demografía
| Gráfica de evolución demográfica de São Gonçalo de Lagos entre 2011 y 2021 |
|                                                                            |
| Datos según el nomenclátor publicado por el INE portugués.                 |